# デポルティーボ・ムニシパル
クルブ・セントロ・デポルティーボ・ムニシパル（西: Club Centro Deportivo Municipal、CCDムニシパル）、通称デポルティーボ・ムニシパル（Deportivo Municipal）は、ペルー・リマを本拠地とするサッカークラブである。ペルーでも人気のあるクラブの一つ。「クルブ・セントロ・デポルティーボ」は「スポーツセンタークラブ」を意味する。1935年に創設されて程なく成功を収め、プリメーラ・ディビシオンで4回の優勝を果たした。これまでに数度の降格経験があり、セグンダ・ディビシオン（2部）でも3回の優勝経験がある。2025シーズンはリーガ3に所属している。
デポルティーボ・ムニシパルは南米のクラブ選手権に参加した初のペルーのクラブである。1948年、カンペオナート・スダメリカーノ・デ・カンペオネス（南米クラブ選手権）に招待され、7カ国の代表クラブ中で4位となった。

## 歴史
CCDムニシパルは、自治体を代表するサッカーチームを持とうとした3人のリマの市行政長官の主導によって創設された。こうしてシルクロ・デポルティーボ・ムニシパル（Círculo Deportivo Municipal）が結成され、1934年には他チームを合併してセントロ・デポルティーボ・ムニシパル（Centro Deportivo Municipal）が作られ、1935年の昇格トーナメントに参加した。
クラブは1935年7月27日にリマ市で公式に設立された。昇格トーナメントを2位で終えた後、1936年のプリメーラ・ディビシオンへの参加資格を得て、1938年に初の全国タイトルを獲得した。
1967年に降格、1969年に再昇格した。2000年までは1部にとどまっていたが、再び降格した。2006年に2部で優勝し、再度1部に昇格したものの、選手へ数カ月間の給与未払問題が起こった後、2007年に降格した。
2011シーズンのトルネオ・インテルメディオでは、準々決勝でホセ・ガルベスに敗れた。2012のコパ・ペルー（いわゆるカップ戦ではなく昇格/降格を争う大会）では全国ステージに進出し、再びセグンダ・ディビシオンへの参加資格を得た。

## エンブレム

1935-1936
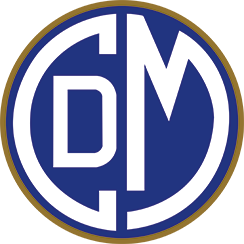
2015-現在

## 現所属メンバー
2023年1月18日現在
注：選手の国籍表記はFIFAの定めた代表資格ルールに基づく。
| No. | Pos. |              | 選手名               |
| --- | ---- | ------------ | -------------------- |
| 1   | GK   | ペルー       | Steven Rivadeneyra   |
| 2   | DF   | アルゼンチン | Fernando Evangelista |
| 3   | DF   | ペルー       | Leonardo Rugel       |
| 4   | DF   | ペルー       | Rotceh Aguilar       |
| 5   | MF   | アルゼンチン | Emiliano Ciucci      |
| 6   | MF   | ペルー       | Kevin Peña           |
| 7   | FW   | ペルー       | Fernando Pacheco     |
| 8   | MF   | アルゼンチン | Sebastián Jaurena    |
| 9   | FW   | ペルー       | Luis Ramos           |
| 10  | MF   | アルゼンチン | Matías Pérez García  |
| 11  | MF   | パラグアイ   | Orlando Gaona Lugo   |
| 12  | GK   | ペルー       | Aarom Fuentes        |
| 14  | MF   | ペルー       | Jhosep Núñez         |

| No. | Pos. |              | 選手名               |
| --- | ---- | ------------ | -------------------- |
| 15  | DF   | ペルー       | Francesco Cavagna    |
| 17  | MF   | ペルー       | Diego Soto           |
| 18  | FW   | ペルー       | Christian Flores     |
| 20  | DF   | ペルー       | Anthony Quijano      |
| 22  | DF   | ペルー       | Jair Céspedes        |
| 24  | FW   | ペルー       | Christopher Olivares |
| 25  | DF   | ペルー       | Williams Guzmán      |
| 26  | DF   | ペルー       | Jorge Toledo         |
| 27  | FW   | ペルー       | Fabricio Rojas       |
| 28  | MF   | ペルー       | Leonel Solís         |
| 30  | GK   | ペルー       | Farihd Ortega        |
| 32  | FW   | アルゼンチン | Pablo Erustes        |
| 33  | GK   | ペルー       | Carlos Solís         |

## 歴代所属選手
- フェルナンド・マルティヌッシ (2007)
- アンヘル・クレメンテ・ロハス (1972-1973)
- 澤昌克 (2007), (2014-2017)
- アルフレード・カルモナ (1994-1996)
- セサル・クエト (1974)
- ジェフェルソン・ファルファン (1993-2000)
- エドゥアルド・マラスケス (1976-1982), (1985)
- マクシモ・"ビデス"・モスケラ
- フランコ・ナバーロ (1980-1982)
- フアン・セミナリオ (1954-1959)
- ノルベルト・ソラーノ (1993)
- ウーゴ・ソティル (1968-1973), (1981-1982)
- ホルヘ・ソト (1990-1992)
- ホセ・ソト (1987-1992)
- ジェリー玉城 (1994-1996)

## 歴代監督
- フリオ・アルゴテ (2013)
- カルロス・コルティホ (2014)
- ロベルト・ポンペイ (2015)
- フランシスコ・メルガル (2015-2016)
- マルセロ・グリオーニ (2016-2017)
- フランシスコ・ピサーロ (暫定) (2017)
- ヘラルド・アメリ (2017)
- フランシスコ・ピサーロ (暫定) (2017)
- ビクトル・リベラ (2018-2020)
- フランコ・ナバーロ (2021)
- フリオ・アルゴテ (暫定) (2021)
- エルナン・リシ (2021-2022)
- フアン・パフエロ (2022)
- アンヘル・コミッツォ (2023)
- ラファエル・カスティージョ (2023)

## タイトル

### 国内
- プリメーラ・ディビシオン: 4回
  - 優勝 (4): 1938, 1940, 1943, 1950
- トルネオ・インテルメディオ: 1回
  - 優勝 (1): 1993
- トルネオ・レヒオナル: 1回
  - 優勝 (1): 1981
- セグンダ・ディビシオン: 3回
  - 優勝 (3): 1968, 2006, 2014